# Памятник Сталину (Братислава)
Памятник Сталину в Братиславе — статуя И. В. Сталина, работы скульптора Павола Бана, в Братиславе. Первый памятник Сталину в Чехословакии.

## История
Памятник был установлен в Братиславе на Площади имени Сталина в 1949 году к его 70-летнему юбилею. Ещё ранее — в 1946 году И. В. Сталину было присвоено звание Почётного гражданина Братиславы. Спустя шесть лет после установки этого памятника, второй памятник Сталину в Чехословакии был установлен в Праге.
Статуя работы скульптора Павола Бана (Pavol Ban), в соавторстве с Йожефом Мазаном (Jozef Mazan).

Летом нынешнего года мы были в мастерской одного из словацких скульпторов в Братиславе. Скульптор говорил нам: 
— Статуя, над которой я работаю, украсит одну из самых больших площадей Братиславы. Эта статуя должна запечатлеть образ великого друга чехословацкого народа, того, кто указал нам путь к новой жизни, кому мы обязаны своим освобождением от гитлеровской тирании.— журнал «Огонёк», 1949 год
В 1956 году памятник был снят с пьедестала и отправлен в хранилище Национальной галереи.
С июня по октябрь 2012 года памятник без постамента был установлен на площади Людовита Штура перед дворцом Эстерхази у входа в выставочный центр Словацкой национальной галереи в рамках выставки произведений словацкого социалистического реализма 1948—1956 годов «Прерванная песнь».. Памятник находился на одной оси с памятником болгарским партизанам, мемориальной плитой форсирования Дуная во время Второй мировой войны и памятником Масарику. После окончания выставки 21 октября 2012 года памятник Сталину был демонтирован и возвращен в хранилище Словацкой национальной галереи.

## Критика
Словенский писатель, публицист и эссеист Доминик Татарка в своей книге «Культура как окружение», критикуя любые скульптуры сделанные по заказу, и что самые талантливые скульпторы никогда не творят по заказу, так писал об этом памятнике:

Бездуховность и условность, которые убили бы даже прекрасного гения, уже опосредованы исполнителем и заказчиком. Я был свидетелем памятника И. В. Сталину на площади Сталина, сегодня на площади Словацкого национального восстания. Этот памятник был в свое время просто снесен по тем же «внехудожественным» причинам, по которым он был построен, прежде чем мы увидели, что он должен быть снесен за свою бездушность. Тонкая работа при таких условиях, прежде чем скульптор находит первую горсть глины, обречена на бездуховность бездуховного заказчика, и готовность скульптора выполнить заказ сама по себе падает на скульптора слабостью. Реалистичная или даже самая правдоподобная фигура И. В. Сталина точно так же, как вымышленная фигура Янко Кинга не выражает, они не могут выразить ничего из того, что заказчик хочет заказать. Фигура, просто фигура.
Оригинальный текст (словац.)Bezduchosť a konvenčnosť, ktorá by zabila i výtvarného génia, je už v požiadavke objednávateľa, investora. Bol som svedkom toho, ako vznikal pomník J. V. Stalina na Stalinovom námestí, dnes na námestí Slovenského národného povstania. Tento pomník bol naraz len strhnutý z tých istých „mimoumeleckých“ príčin, z akých bol postavený, prv než sme pobadali, že by mal byť strhnutý pre svoju bezduchosť. Výtvarné dielo za takýchto podmienok, prv než naň sochár nahodí prvú hrsť hliny,  je odsúdené k bezduchosti bezduchosťou investora a ochotou sochára vyhovieť objednávke, ktorý sa sám svojou ochotou degraduje na výkonného majstra zaostalosti. Realistická, ba ani najveristickejšia figúra J. V. Stalina práve tak, ako vymyslená figúra Janka Kráľa nevyjadrujú, nemôžu nič vyjadrovať z toho, čo si chce objednať investor. Figúra už len figuruje.